# Chogha Golan
Chogha Golan (noto anche come Choga Khulaman) è un sito archeologico nei Monti Zagros dell'Iran, vicino al fiume Konjan Cham. Gli esseri umani sembrano aver vissuto in Chogha Golan durante il periodo Neolitico Pre-Ceramico.